# Industrie automobile en Roumanie
 (août 2022).
La mise en forme du texte ne suit pas les recommandations de Wikipédia : il faut le « wikifier ».
Les points d'amélioration suivants sont les cas les plus fréquents. Le détail des points à revoir est peut-être précisé sur la page de discussion.
- Les titres sont pré-formatés par le logiciel. Ils ne sont ni en capitales, ni en gras.
- Le texte ne doit pas être écrit en capitales (les noms de famille non plus), ni en gras, ni en italique, ni en « petit »…
- Le gras n'est utilisé que pour surligner le titre de l'article dans l'introduction, une seule fois.
- L'italique est rarement utilisé : mots en langue étrangère, titres d'œuvres, noms de bateaux, etc.
- Les citations ne sont pas en italique mais en corps de texte normal. Elles sont entourées par des guillemets français : « et ».
- Les listes à puces sont à éviter, des paragraphes rédigés étant largement préférés. Les tableaux sont à réserver à la présentation de données structurées (résultats, etc.).
- Les appels de note de bas de page (petits chiffres en exposant, introduits par l'outil «  Source ») sont à placer entre la fin de phrase et le point final[comme ça].
- Les liens internes (vers d'autres articles de Wikipédia) sont à choisir avec parcimonie. Créez des liens vers des articles approfondissant le sujet. Les termes génériques sans rapport avec le sujet sont à éviter, ainsi que les répétitions de liens vers un même terme.
- Les liens externes sont à placer uniquement dans une section « Liens externes », à la fin de l'article. Ces liens sont à choisir avec parcimonie suivant les règles définies. Si un lien sert de source à l'article, son insertion dans le texte est à faire par les notes de bas de page.
- La présentation des références doit suivre les conventions bibliographiques. Il est recommandé d'utiliser les modèles {{Ouvrage}}, {{Chapitre}}, {{Article}}, {{Lien web}} et/ou {{Bibliographie}}. Le mode d'édition visuel peut mettre en forme automatiquement les références.
- Insérer une infobox (cadre d'informations à droite) n'est pas obligatoire pour parachever la mise en page.

Pour une aide détaillée, merci de consulter Aide:Wikification.
Si vous pensez que ces points ont été résolus, vous pouvez retirer ce bandeau et améliorer la mise en forme d'un autre article.
Une grande partie de l’industrie de l'automobile en Roumanie est constituée de filiales d'entreprises étrangères, bien qu'il existe d'importants fabricants nationaux, tels que Dacia, Ford Roumanie, Roman et El car. En 2018, environ 500 000 automobiles ont été produites en Roumanie.
- Cibro
- ARO
- DAC
- Dacia
- El Car
- Internațional Motors
- Lăstun
- Malaxa
- Oltcit
- Roman

## Voiture

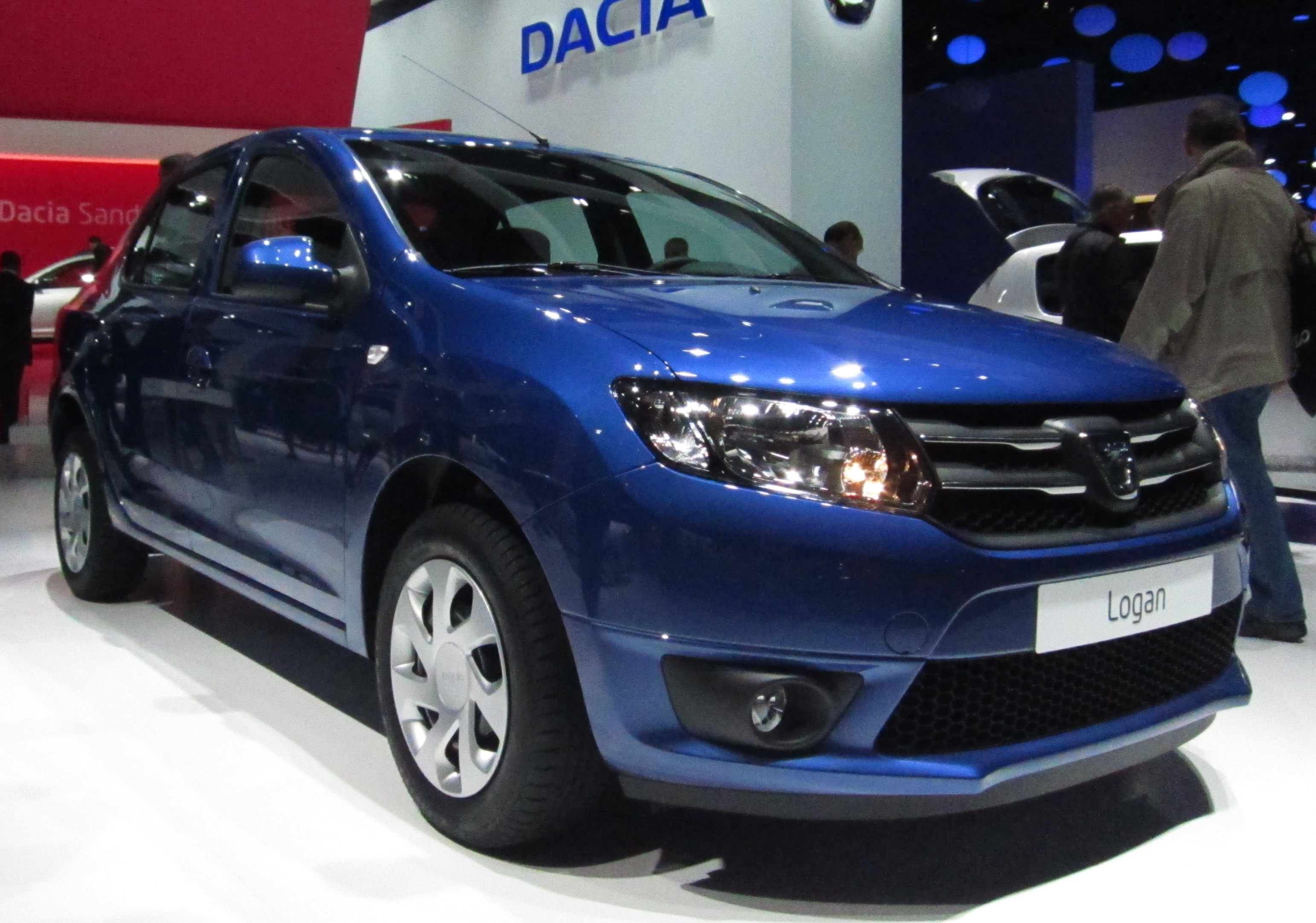
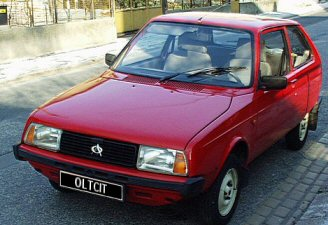
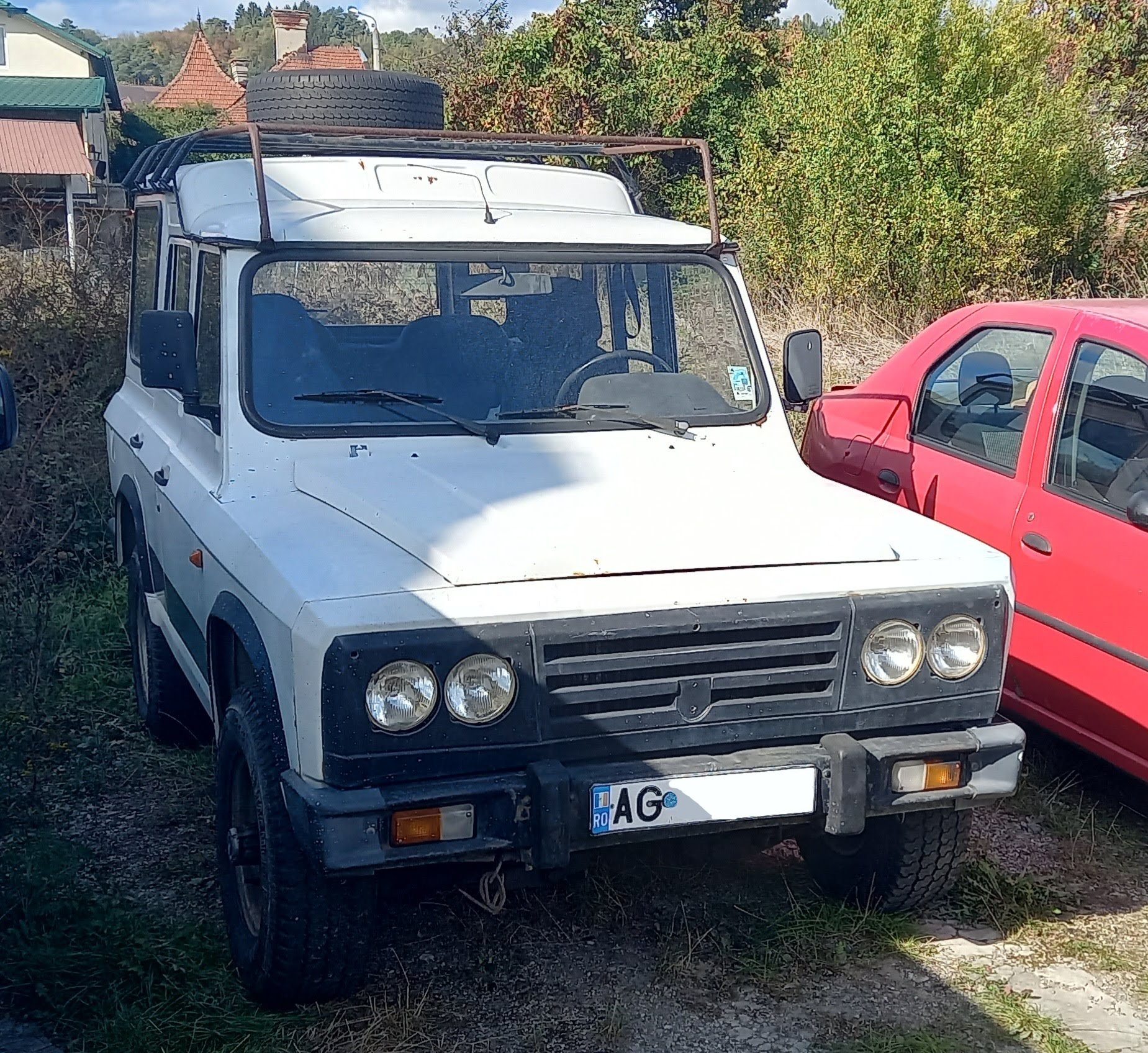

## Histoire

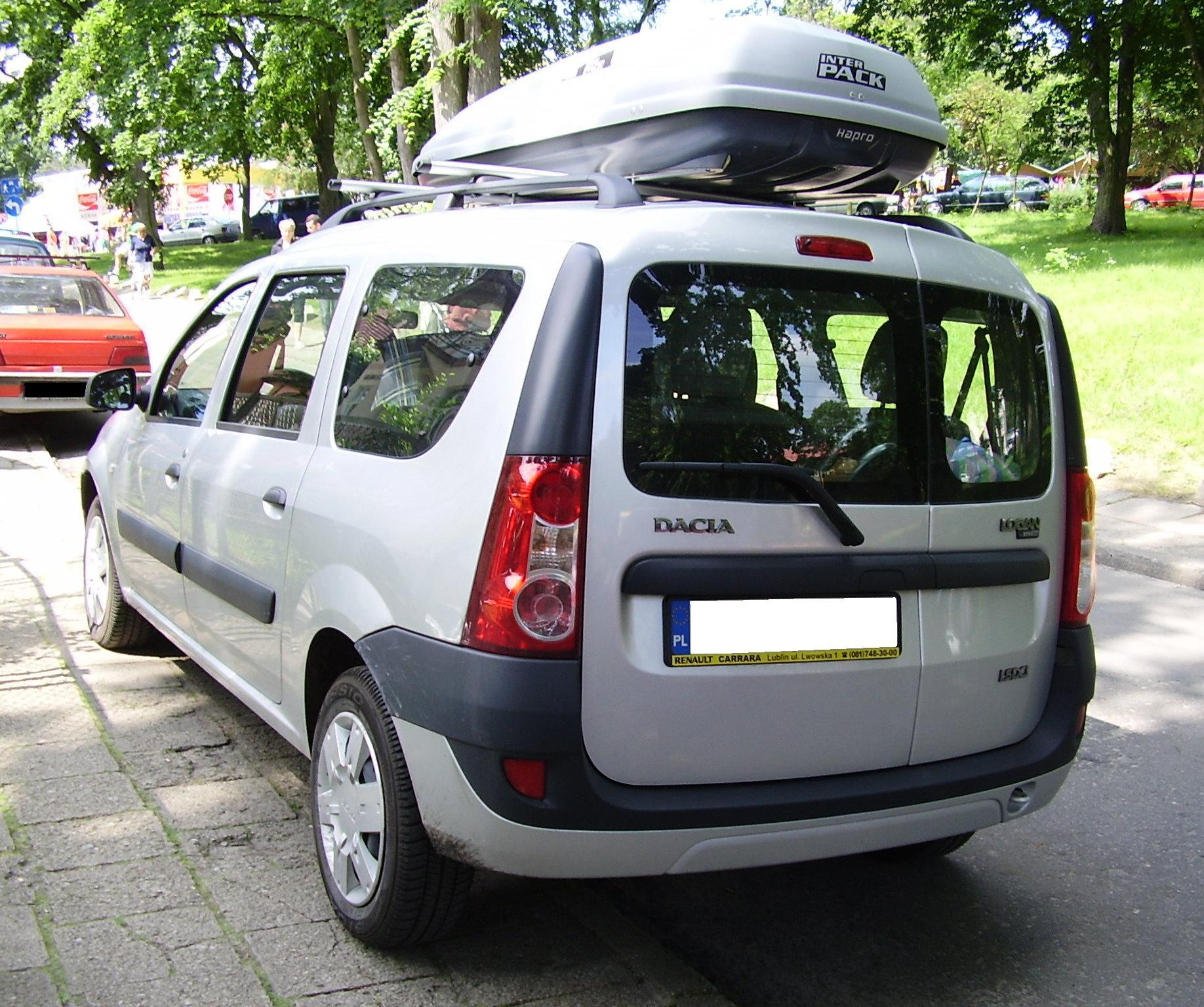
Dacia Logan.

Pendant la période communiste, la Roumanie était l'un des plus grands producteurs automobiles d'Europe centrale et orientale, mais l' industrie a décliné après la révolution de 1989. Auparavant, d'autres fabricants nationaux tels que Tractorul Braşov, ARO et Oltcit existaient, mais ils ont finalement fait faillite en raison d'une privatisation bâclée dans les années 1990. Depuis 1990, plusieurs sociétés étrangères, dont Mercedes, Audi, Hyundai, Volvo, Toyota et Peugeot ont manifesté leur intérêt pour l'ouverture de filiales en Roumanie. En 2014, l'industrie automobile roumaine se classe cinquième en Europe centrale et orientale, derrière celle de la République tchèque, de la Slovaquie et de la Pologne.
Ford a acheté l'usine d'Oltena pour 57 millions de dollars, prévoyant de produire des automobiles à un rythme de plus de 300 000 unités par an d'ici 2010. Ford a déclaré qu'il investirait 675 millions d'euros (923 millions de dollars) dans l'ancienne usine automobile Daewoo et qu'il achèterait des fournitures sur le marché roumain pour 1 milliard d'euros (1,39 milliard de dollars). En septembre 2009, la société a commencé à assembler le Ford Transit Connect à Craiova, et en 2012, la production du nouveau Ford B-Max a été lancée.
Robert Bosch GmbH, le plus grand fournisseur mondial de composants automobiles, investira jusqu'à 60 millions d'euros (79 millions de dollars) dans une nouvelle usine à Jucu. La nouvelle usine Bosch produira des composants électroniques pour automobiles et créera environ 2 000 emplois.
La Dacia Logan est la voiture neuve la plus vendue en Europe centrale et orientale au premier semestre 2007 avec 52 750 unités vendues, devant la Skoda Fabia (41 227 unités), la Skoda Octavia (33 483 unités), l'Opel Astra (16 442 unités) et la Ford Focus (14 909 unités).
En 2012, Dacia a lancé quatre nouveaux modèles, le Lodgy et le Dokker, et les deuxièmes générations de Logan et Sandero, tandis que Ford a lancé son nouveau mini monospace, le B-Max. Les deux constructeurs ont également introduit deux nouveaux moteurs à essence à trois cylindres turbocompressés et technologiquement avancés (l'EcoBoost de 1,0 litre et le moteur TCe de 0,9 litre), qui sont produits localement et représentent des premières dans leurs segments,.

## Fabricants actifs

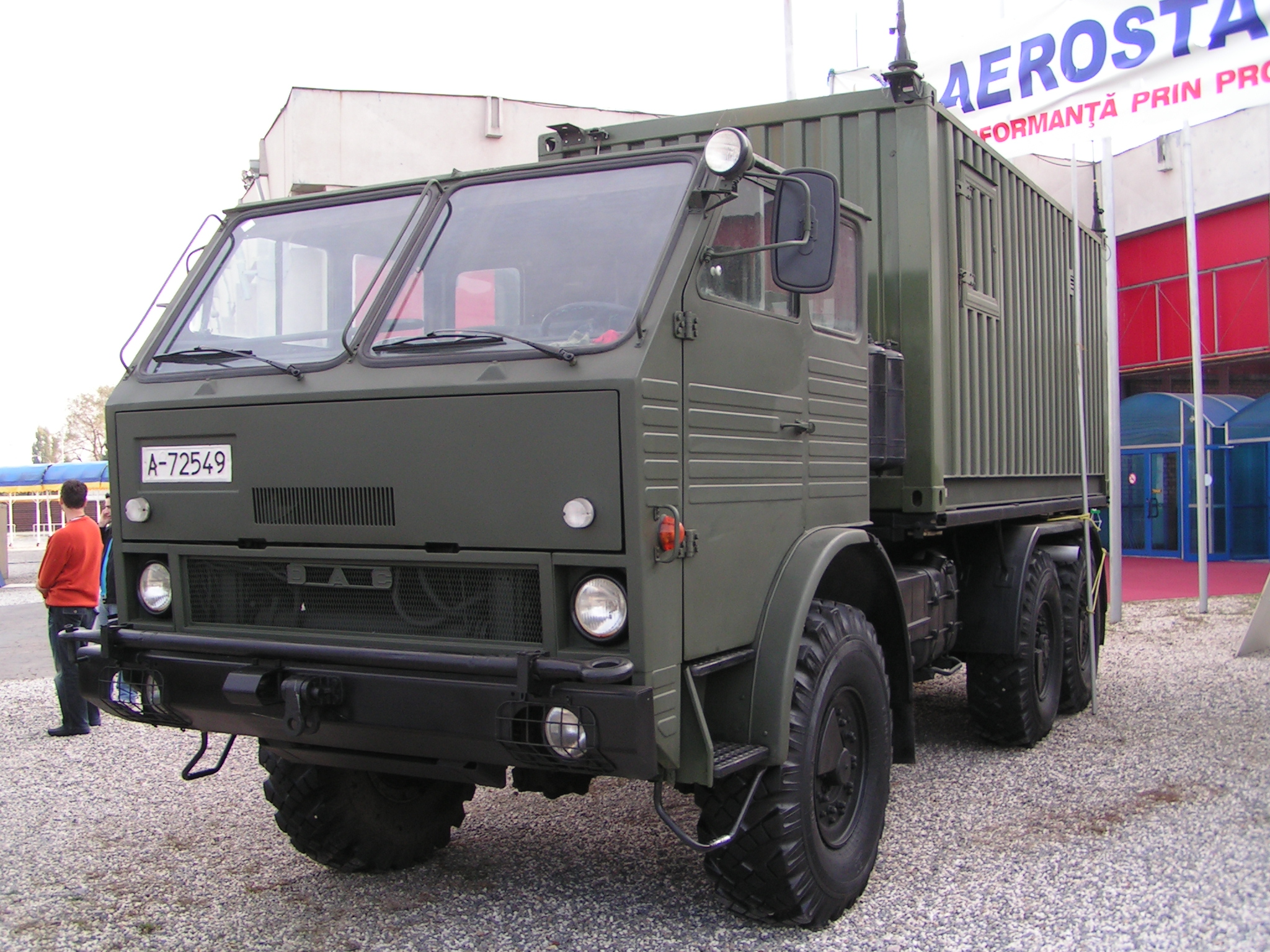
Camion DAC.

- Astra
- Cibro
- DAC
- Dacia
- El car
- Ford Roumanie
- Grivbuz
- ROMAN

## Données de production
|                       | 2019    | 2018    | 2017    | 2016    | 2015    | 2014    | 2013    | 2012    | 2011    | 2010    | 2009    | 2008    | 2007    | 2006    | 2005    | 2004    | 2003   | 2002   | 2001   | 2000   | 1999    |
| --------------------- | ------- | ------- | ------- | ------- | ------- | ------- | ------- | ------- | ------- | ------- | ------- | ------- | ------- | ------- | ------- | ------- | ------ | ------ | ------ | ------ | ------- |
| Voitures              | 490 412 | 476 769 | 359 240 | 358 861 | 387 171 | 391 422 | 410 959 | 326 556 | 310 243 | 323 587 | 279 320 | 231 056 | 234 103 | 201 663 | 174 538 | 98 997  | 75 706 | 65 266 | 56 774 | 64 181 | 88 313  |
| Véhicules commerciaux | 0       | 0       | dix     | 445     | 6       | 12      | 38      | 11 209  | 24 989  | 27 325  | 17 178  | 14 252  | 7 609   | 11 934  | 20 644  | 23 188  | 19 541 | 14 190 | 11 987 | 13 984 | 18 584  |
| Total                 | 490 412 | 476 769 | 359 250 | 359 306 | 387 177 | 391 434 | 410 997 | 337 765 | 335 232 | 350 912 | 296 498 | 245 308 | 241 712 | 213 597 | 194 802 | 122 185 | 95 247 | 79 456 | 68 761 | 78 165 | 106 897 |
| Croissance            | 2,86 %  | 31,09 % | -0,02%  | -7,2%   | -1,1%   | -4,8%   | 21,7 %  | 0,8 %   | -4,5%   | 18,4 %  | 20,9 %  | 1,5 %   | 13,2 %  | 9,6%    | 59,4 %  | 28,3 %  | 19,9 % | 15,6 % | -12,0% | -26,9% |         |

|                       | 1995   | 1990   | 1989    | 1980    | 1970   | 1960   |
| --------------------- | ------ | ------ | ------- | ------- | ------ | ------ |
| Voitures              | 93 000 | 94 000 | 160 000 | 124 000 | 59 000 | 12 000 |
| Véhicules commerciaux |        |        |         |         |        |        |
| Total                 | 93 000 | 94 000 | 160 000 | 124 000 | 59 000 | 12 000 |
| Croissance            |        |        |         |         |        |        |

## Fabricants disparus

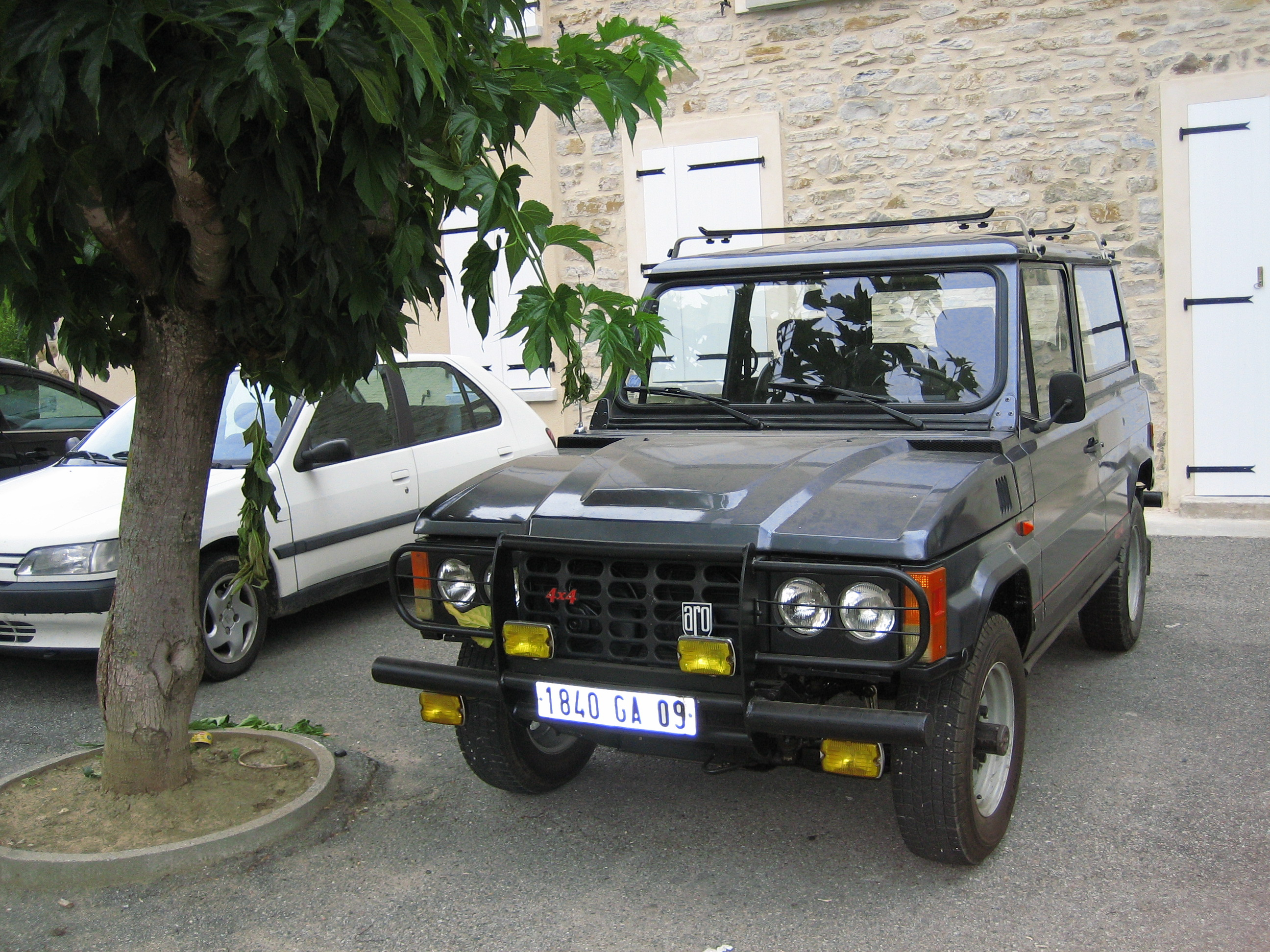
ARO 10 (4x4)

- AA&WF
- ARO
- Automobile Craiova
- Malaxa
- Olcit
- Rocar